# Palatinado-Landsberg
Palatinado-Landsberg fue un estado del Sacro Imperio Romano Germánico basado en torno a Landsberg en el nordeste de Francia.
Palatinado-Landsberg fue una partición intermedia de Palatinado-Zweibrücken en 1604 para Federico Casimiro, el hijo menor del Conde Palatino Juan I de Zweibrücken. Landsberg fue invadido y devastado durante la Guerra de los Treinta Años. En 1645 Federico Casimiro fue sucedido por su hijo Federico Luis. Federico Luis heredó el Ducado de Zweibrücken en 1661 con su asiento en la Dieta Imperial. Después de su muerte en 1681 sin descendientes legítimos, Palatinado-Landsberg pasó a los reyes de Suecia.
| Nombre            | Fecha     | Notas                         |
| ----------------- | --------- | ----------------------------- |
| Federico Casimiro | 1604-1645 |                               |
| Federico Luis     | 1645-1681 | Conde Palatino de Zweibrücken |